# Inwolukrelum

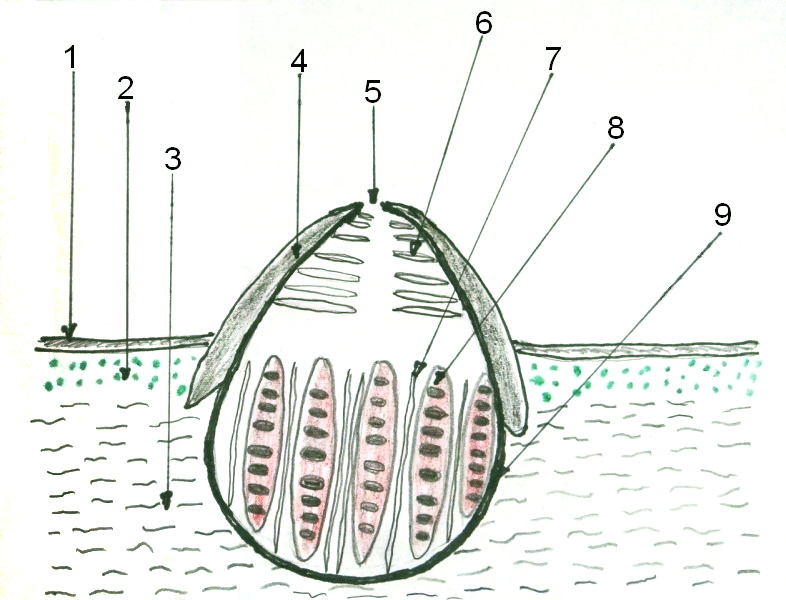
Schemat budowy perytecjum u porostów

Inwolukrelum (łac. involucrellum) – występująca u workowców okrywa znajdująca się na ekscypulum w perytecjach. Ma ciemną, często czarną, wyjątkowo tylko jasną barwę. Może być zrośnięte z ekscypulum lub oddzielone od niego. Może okrywać całe ekscypulum (inwolukrelum pełne), górną połowę do nasady ekscypulum (inwolukrelum połowiczne) lub tylko jego górną część. Jest to tzw. inwolukrelum wierzchołkowe, występujące np. w rodzinie Bagliettoaceae. Jest ono z ekscypulum związane bardzo luźno. Bardzo rzadko tylko zdarza się, że inwolukrelum okrywa wyłącznie ujście ostioli.
Występowanie oraz morfologia inwolukrelum ma znaczenie przy oznaczaniu gatunków niektórych grzybów.
Inwolukrelum może mieć różny stopień rozwoju:
- zaczątkowe, istniejjące tylko przy samym ostiolum, np. w rodzajach Thelidium czy Amphorisium,
- wierzchołkowe, istniejące na wierzchołku perytecjum i sięgające do 1/3 lub 1/2 jego wysokości,
- pełne – sięgające aż do podstawy perytecjum. Jeżeli brak go poniżej eksypulum nazywa się go otwartym, jeśli obrasta od dołu także ekscypulum, nazywa się go zamkniętym[2].

Opisy do rysunku: 1 – kora górna, 2 – warstwa glonów, 3 – rdzeń, 4 – inwolukrelum, 5 – ostiola, 6 – peryfizy, 7 – parafizy, 8 – worki z zarodnikami, 9 – ekscypulum